# Italochrysa flavobrunnea
Italochrysa flavobrunnea is een insect uit de familie van de gaasvliegen (Chrysopidae), die tot de orde netvleugeligen (Neuroptera) behoort. 
Italochrysa flavobrunnea is voor het eerst wetenschappelijk beschreven door Ghosh in 1981.